# Caye Caulker
Caye Caulker is een eiland in de Caraïbische Zee voor de kust van Belize. Het eiland is een van de belangrijkste toeristische bestemmingen van Belize. Dit komt voornamelijk omdat het eiland omgeven is door het Barrièrerif van Belize. Dit op een na grootste rif ter wereld heeft een lengte van 256 kilometer en werd wereldberoemd toen de natuurdocumentairemaker Jacques-Yves Cousteau het noemde als een van de mooiste plekken ter wereld om te duiken. Er komen vooral rugzaktoeristen.
Het langgerekte eiland strekt zich uit over ongeveer 5 kilometer van noord naar zuid en is gemiddeld ongeveer een kilometer breed. De bebouwing van het eiland stelt weinig voor. De meeste huizen staan langs een van de drie hoofdstraten gegroepeerd van het gelijknamige en enige dorp Caye Caulker Village. Hier bevinden zich ook de meeste van de ongeveer 30 hotels en hostels, restaurants en winkels. Het eiland is te bereiken vanaf het vasteland met de watertaxi die vertrekt in Belize City.

## Geografie
Het eiland bestaat feitelijk uit een zandbank boven op een kalksteenopduiking. In het kalksteen bevinden zich enkele grotten, die reeds het leven kostten aan verschillende SCUBA-duikers. Voor het dorp ligt een ondiepe lagune, die in diepte varieert van 1,5 tot ruim 4 meter en aan oostzijde aansluit op het Barrièrerif van Belize. Dit rif wordt op de locatie voor het dorp ook wel het dry reef ("droge rif") genoemd omdat het er boven het zeewater uitstijgt. Verder noordelijker van het rif ligt het deep reef ("diepe rif") dat ongeveer 0,5 tot 2,5 meter onder zeeniveau ligt. Dit laatste gebied is populair bij windsurfers.
Het eiland wordt in tweeën gedeeld door een ondiepe watergeul die the Split ("de scheiding") genoemd wordt. Deze watergeul ontstond in 1961 door toedoen van Orkaan Hattie als geultje van een paar centimeter diep en werd vervolgens door de eilanders met de hand verder uitgegraven om zo een bevaarbare verbinding te creëren voor boomstamkano's tussen de west- en oostzijde van het eiland. De nieuwe waterverbinding werd in de loop der tijd tot ongeveer 6 meter diepte uitgesleten door een verhoogde toevoer van het getij, zodat grotere boten er sindsdien ook doorheen kunnen. Deze natuurlijke erosie duurt nog steeds voort en bedreigt de zachte zandbanken aan weerszijden van de vaargeul.
- Gemeinsame Normdatei: 7575494-0
- Library of Congress Control Number: sh87003659
- Nationale Bibliotheek van Israël: 987007536613605171
- Virtual International Authority File: 241901787